# Neudorf (Grafenau)
Neudorf ist ein Ortsteil der Stadt Grafenau im niederbayerischen Landkreis Freyung-Grafenau. Bis 1974 bildete es eine selbstständige Gemeinde.

## Lage
Das Angerdorf Neudorf liegt im Bayerischen Wald etwa drei Kilometer östlich von Grafenau an der Bundesstraße 533, die dort auch als Glasstraße bezeichnet wird.

## Geschichte
Schon im ältesten Salbuch der Grafen von Hals wird Newndorf 1395 mit 16 Lehen erstmals urkundlich erwähnt. Es bildete später eine Obmannschaft und unterstand dem Inneren Amt im Aigen des Gerichtes Bärnstein.
Das bayerische Urkataster zeigt um 1808 in Neudorf 18 planmäßig angelegte Gehöfte und deren zugehörige Schollen.
1811/12 lebten dort 123 Einwohner in 25 Wohnhäusern mit 23 Scheunen, die alle mit Schindeln gedeckt waren. 1818 wurde aus dem Steuerdistrikt Neudorf die etwas verkleinerte Gemeinde Neudorf gebildet. 1846 brannten drei, 1848 sechs Anwesen nieder. Der Wiederaufbau veränderte das Dorf erheblich, denn die traditionellen Bauernhäuser mit Schwalbennestern (an den Giebelseiten abgeschrägten Dächern), Riemendecken und Tonnengewölben verschwanden, und es entstanden massiv gebaute, durch Doppeltore zu einer Straßenwand zusammengeschlossene Häuser. 1864 weihte Bischof Heinrich von Hofstätter den Altarstein der kleinen Dorfkapelle, die 1903 zur Schulkapelle vergrößert wurde. 1903 wohnten in der gesamten Gemeinde Neudorf mit den Ortsteilen Lichteneck, Elmberg, Kleblmühle und Neudorf 402 Einwohner in 68 Haushaltungen. 1931 fielen wieder einige Höfe dem Feuer zum Opfer. 

An historischer Bausubstanz erhalten ist nurmehr das ehemalige Waldlerhaus, das unter Denkmalschutz steht.
Im Zuge der Flurbereinigungsmaßnahmen, die von 1959 bis 1971 durchgeführt wurden, entstand in Neudorf eine Musterflurbereinigung für den gesamten Bayerischen Wald. Die Gemeinde Neudorf wurde am 1. Januar 1974 im Zuge der Gebietsreform in die Stadt Grafenau eingegliedert. Am 25. Mai 1987 hatte Neudorf 121 Wohnungen in 91 Gebäuden mit Wohnraum und 353 Einwohner. Der ehemalige Anger ist heute zum großen Teil bebaut. Die ehemalige Schule wird seit 2013 vom Technologie Campus Grafenau benutzt.

## Sehenswürdigkeiten

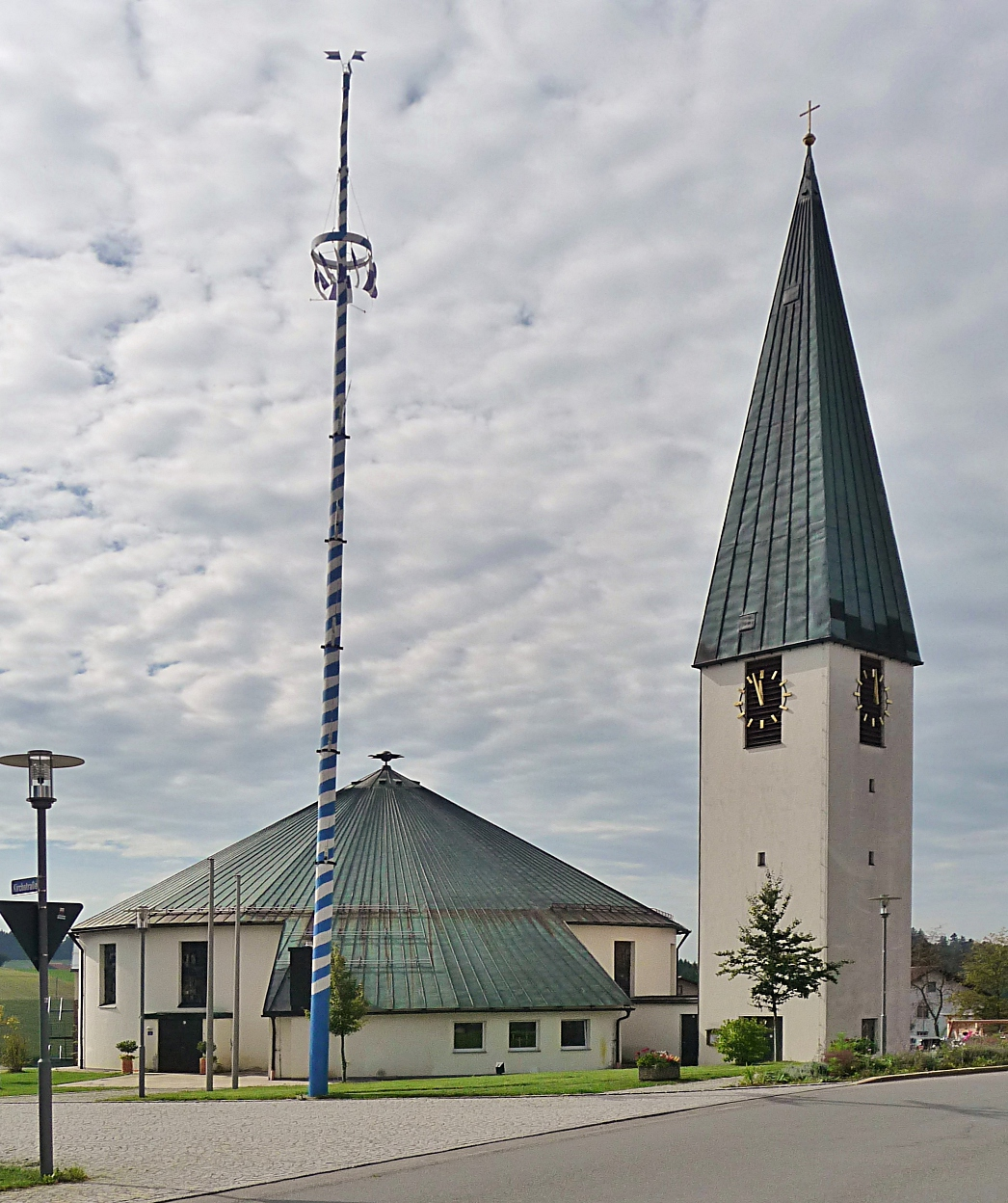
Die Filialkirche Herz Jesu

Filialkirche Herz Jesu. Die ehemalige Schulkapelle wurde 1964 durch einen modernen ovalen Kirchenbau ersetzt. Die Kirchweihe fand am 17. Juni 1966 statt. Die Gestaltung der Altarrückwand übernahm Wolf Hirtreiter in Form einer in Keramik ausgeführten Herz-Jesu-Darstellung.

## Bildung und Erziehung
- Technologie Campus Grafenau
- Caritaskindergarten Neudorf St. Martin

## Vereine
- Freiwillige Feuerwehr Neudorf
- Schützenverein Steinbügl Neudorf
- Sportverein Neudorf e. V.